# Ergates (besouro)
Ergates é um género de besouros da família Cerambycidae.
Este género foi descrito em 1832 por Jean Guillaume Audinet-Serville.
As espécies deste género podem ser encontradas na Eurásia.
Espécies:
- Ergates faber Linnaeus, 1767[1]
- Ergates pauper Linsley, 1957[1]